# Тамаш Габор
Тамаш Габор (угор. Gábor Tamás, нар. 24 квітня 1932, Будапешт, Угорщина — 6 травня 2007, Будапешт, Угорщина) — угорський фехтувальник на шпагах, олімпійський чемпіон 1964 року, чемпіон світу.

## Виступи на Олімпіадах
| Олімпіада  | Дисципліна          | Місце     |
| ---------- | ------------------- | --------- |
| Рим 1960   | індивідуальна шпага | 5 p1 r3/5 |
| Рим 1960   | командна шпага      | 4         |
| Токіо 1964 | командна шпага      | 1         |